# Aubervilliers
Aubervilliers er en stor fransk provinsby. Den er beliggende i departementet Seine-Saint-Denis.